# یانی کینگ
یانی کینگ (انگلیسی: Yaani King؛ زادهٔ ۱۰ اوت ۱۹۸۱) بازیگر اهل ایالات متحده آمریکا است.
از فیلم‌ها یا سریال‌های تلویزیونی که وی در آن نقش داشته‌است، می‌توان به شاهزاده و من، آخرین بازمانده از ما: رهاشده، نجات گریس، موی بد، سکس و سیتی، ذهن‌های جنایتکار، سی‌اس‌آی، مد من، دارای هستی، ان‌سی‌آی‌اس و جادوگران اشاره کرد.